# مايك موناغان
مايك موناغان (بالإنجليزية: Mike Monaghan)‏ هو لاعب كرة قدم ومدرب كرة قدم بريطاني في مركز حراسة المرمى، ولد في 28 يونيو 1963 في غلاسكو في المملكة المتحدة. لعب مع هاميلتون أكاديميكال.